# Antônio Dias Adorno
Antônio Dias Adorno est un bandeirante qui organisa diverses expéditions dans l’intérieur du Brésil principalement vers Bahia, le Minas Gerais et l’Espírito Santo.

## Biographie
Antônio Dias Adorno est un descendant de la  famille Adorno, apparue dans la vie publique génoise en 1321 en la personne de Gianfranco Adorno, qui compta trois doges : Gabriel, Georgio (1413) et Antônio (1528)
Le grand-père d'Antônio, Paulo Adorno, épouse Philipa Dias, elle-même fille de Caramuru et de l’Indienne Paraguaçu. Il vient, avec son frère, au Brésil en 1530, avec l’expédition de Martim Afonso de Sousa, invité par le roi du Portugal Jean III, parce qu’il connaissait la technique de la culture et de l’industrialisation de la canne à sucre. Ils se fixent à São Vicente et Santos.
Antônio Dias Adorno, comme beaucoup de bandeirantes est un métis d’Indienne et de Portugais.